# Национални катастрофи
Национални катастрофи в българската историческа наука е сборно понятие за изключително неблагоприятните последици от мирните договори след Втората балканска и Първата световна война, които разкъсват България на няколко части.

## Първа национална катастрофа
Настъпва след Втората балканска (Междусъюзническата) война. Букурещкият мирен договор (България, Румъния, Гърция и Сърбия) отнема от България огромни области, населени с българи, извоювани през войната – Вардарска, Егейска Македония и Южна Добруджа. Цариградският мирен договор отнема Одринска Тракия. Последиците от договорите са ужасяващи – Южна Добруджа, която е житницата на България, е отнета и това води до криза в стопанството. Освен това от отнетите територии идват хиляди бежанци.

## Втора национална катастрофа
Тя е последствие от Първата световна война. Договорът в парижкото предградие Ньой сюр Сен взима от България териториите на Беломорска Тракия и Западните покрайнини. Освен това силно е ограничен броят на въоръжените сили на страната – 20 000 доброволци в армията, 10 000 за жандармерията и 3000 погранична стража. На България са наложени репарации в размер на 2 250 000 златни франка.

## Трета национална катастрофа
Според някои изследователи след Втората световна война България претърпява Трета национална катастрофа. Тогава тя се оттегля от анексираните от нея Македония, Поморавие и Западна Тракия, като губи излаза си на Средиземно море. Освен това, страната попада под съветска военна окупация, което ѝ струва 133 млрд. лева при бюджет за 1945 г. от 48 млрд. Целият златен резерв на БНБ е изнесен. Същевременно България, която дотогава не участва в активни бойни действия, е принудена да се бие срещу дотогавашния си съюзник – Третия райх, като след това не ѝ е признат статут на съвоюваща нация. След подписването на Парижкия мирен договор в страната е въведена тоталитарна комунистическа система на управление. България е принудена също да изплаща огромни репарации на Съюзниците. Прави се и опит България да бъде включена в състава на Югославия, а Пиринският край да бъде отделен от страната, като там започва денационализация на населението. Същевременно са извършени множество убийствата, както без съд и присъда, така и на лица осъдени от т.нар. Народен съд. Извършени са и масови принудителни изселвания, а хиляди хора са осъдени на затвор в скалъпени съдебни процеси.